# Football-Club Le Locle Sports
Il Football-Club Le Locle Sports è una società di calcio svizzera della città di Le Locle del Canton Neuchâtel . La sua fondazione risale al 28 giugno 1943 dovuta alla fusione di due squadre locali, la Gloria Le Locle-Sports e la Sylva Sports.
Attualmente milita nel gruppo 2 della Seconda Lega interregionale.

## Storia
Alla fine della stagione calcistica 1942-1943 la Gloria Le Locle-Sports campione del suo gruppo di 2a Lega perdeva le finali per l'ascensione in 1a Lega e la Sylva Sports a sua volta vinceva il suo gruppo di 3a Lega e le finali per la promozione in 2a Lega. Quindi le due squadre si sarebbero dovute incontrate nello stesso gruppo nella stagione 1943-1944.
Durante un torneo organizzato da giovani appassionati di calcio all'interno di una fabbrica locale, alcuni giocatori delle due squadre si trovarono a giocare fianco a fianco nella stessa squadra. Da lì nacque l'idea di una fusione. Dopo aver convinto gli irriducibili di ciascuna parte, si costitui un comitato neutrale per la fusione, sotto la presidenza di Edgar Bichsel, direttore della fabbrica d'orologi Zenith, anche lui appassionato di calcio.
Così la sera del 28 giugno 1943 si annunciava la fusione delle due squadre.

## Palmarès

### Competizioni nazionali
- Prima Lega: 1

1963-1964